# Monte Binaia
Monte Binaia (en indonesio: Gunung Binaia) es el punto más alto de la isla de Seram (o Ceram), localizada en el país asiático de Indonesia. Alcanza una altura de 3.027 metros (9.931 pies), lo que lo convierte en uno de los cien picos más prominentes topográficamente  en la Tierra.